# Hetaeria goodyeroides
Hetaeria goodyeroides är en orkidéart som beskrevs av Rudolf Schlechter. Hetaeria goodyeroides ingår i släktet Hetaeria och familjen orkidéer. Inga underarter finns listade i Catalogue of Life.